# William Crawford (Admiral)
Sir William Godfrey Crawford KBE, CB, DSC (* 14. September 1907 in Wyld Court, Axminster; † 16. Juni 2003 in Dorset) war ein britischer Marineoffizier, der am Zweiten Weltkrieg teilnahm und im Jahr 1958 erster Flag Officer Sea Training wurde.

## Leben
Crawfords Familie lebte ursprünglich in Neuseeland und zog in die englische Grafschaft Dorset, wo sie einen Landsitz geerbt hatte. William Crawford wurde dort geboren. Im Alter von 20 Jahren trat er im Jahr 1920 in das Britannia Royal Naval College in Dartmouth ein, wo er die Ausbildung als Klassenbester abschloss.
Crawford heiratete im Jahr 1939 May Williams, mit der er drei Söhne und eine Tochter hatte.
Nach seiner Pensionierung am 20. Februar 1962 war er von 1964 bis 1972 als Direktor in der Übersee Abteilung der British Travel Association tätig.
Während und vor allem nach seiner aktiven Dienstzeit war Crawford enthusiastischer Segler. 60 Jahre lang gehörte er dem Royal Cruising Club an, absolvierte verschiedene Überquerungen des Atlantiks mit dem Segelboot und blieb dieser Vorliebe bis zu seinem 90. Lebensjahr verschrieben.

## Laufbahn in der Marine
Im Mai 1925 trat er in die Royal Navy ein, nahm an Bord der Barham an einem Einsatz im Mittelmeer teil und wurde 1926 zum Midshipman befördert. Im Jahr 1930 tat er auf HMS Vidette und HMS Watchman im Atlantik Dienst, bevor er im September 1931 zu einem Artillerie-Lehrgang, HMS Escellent (Artillerieschule bei Portsmouth), kommandiert wurde. An eine Verwendung als Waffenoffizier auf der Queen Elizabeth im Mittelmeer 1933 schloss sich 1935 ein weiterführender Artillerie-Lehrgang in Portsmouth an. 1937 war Crawford Waffenoffizier auf der Emerald mit Einsatz in Südostasien und der Delhi im Mittelmeer.
Nach einer Verwendung an der Artillerieschule HMS Excellent wurde Crawford am 24. Juli 1940 Artillerieoffizier auf der Rodney. In seine Zeit an Bord dieses Schlachtschiffes fiel die Verfolgung und Versenkung des deutschen Schlachtschiffs Bismarck im Mai 1941. (siehe Hauptartikel: Unternehmen Rheinübung) Am Morgen des 27. Mai bekamen die Rodney und die King George V die bereits stark beschädigte Bismarck in Sicht. Crawford berechnete unter den vorherrschenden Wetterbedingungen die optimale Entfernung für Feuereröffnung mit 13,5 Seemeilen. Bereits mit der dritten Salve konnte Rodney einen Treffer erzielen. Die beiden britischen Schlachtschiffe feuerten, immer dichter aufschließend, Salve um Salve in das deutsche Schiff, das schließlich durch einen von einem Kreuzer aus abgefeuerten Torpedo sank. Der damalige Lieutenant-Commander Crawford erhielt für seinen Einsatz bei der Versenkung der Bismarck das Distinguished Service Cross.
Im März 1942 wurde Crawford Erster Offizier (Executive Officer) auf dem Schlachtschiff Resolution und ging in gleicher Funktion am 8. Juli 1944 auf den Flugzeugträger Venerable. 1948 wurde er für ein Jahr Kommandant der Fregatte Pelican im Mittelmeer. Von Dezember 1949 bis in das Jahr 1952 war er stellvertretender Leiter des Royal Navy Staff College (HMS President) in Greenwich.
Am 8. April 1952 übernahm er als Kommandant Devonshire und vom 20. August 1953 bis Januar 1956 fungierte er als Kommandeur des Britannia Royal Naval College in Dartmouth. Es folgte eine Verwendung als ranghöchster Marineoffizier im Leitungsstab des Imperial Defense College in London, bevor Crawford von 1958 bis 1960 erster Admiral der Einsatzausbildung in Portland (Flag Officer Sea Training) wurde. Vom 18. November 1960 bis zu seiner Pensionierung am 20. Februar 1962 war er in Washington D.C. als Marineattaché an der britischen Botschaft, Leiter des British Navy Staff in den Vereinigten Staaten und britischer Vertreter bei dem NATO Supreme Allied Commander Atlantic (SACLANT) tätig.
| Dienstgrad            | Beförderungsdatum |
| Midshipman            | 15. Januar 1926   |
| Acting Sub-Lieutenant | um 1928           |
| Sub-Lieutenant        | 17. Juli 1929     |
| Lieutenant            | 19. März 1930     |
| Lieutenant-Commander  | 1. Dezember 1937  |
| Commander             | 31. Dezember 1941 |
| Captain               | 30. Juni 1947     |
| Rear-Admiral          | 7. Juli 1956      |
| Vice-Admiral          | 4. November 1959  |

## Orden und Ehrenzeichen
- Knight Commander des Order of the British Empire (1961)[7]
- Companion des Order of the Bath (1958)[8]
- Distinguished Service Cross (1941)[2]
- Distinguished Service Medal (1946)[9]